# REWE Group
REWE Group este o companie multinațională din Germania cu sediul în Köln, care activează în domeniul retailului și turismului. Este al doilea retailer ca mărime din Germania și operează sub diferite mărci ca Rewe, Billa, Penny Market, Toom, DER.

## Rewe în România
În România grupul este prezent din anul 1999, prin deschiderea primului supermarket Billa în București. În anul 2001, Rewe a adus în țară lanțul de magazine cash & carry Selgros, prin deschiderea primului magazin la Brașov, unde se află și sediul acestuia, iar din 2005 a fost extinsă și rețeaua de magazine de supermarketuri Penny Market.
Rewe România opera în 2008, 34 de supermarketuri Billa, 68 de magazine de discount Penny Market, 6 magazine de discount Penny Market XXL și 17 magazine cash & carry Selgros. Vânzările din România au fost de 1,49 miliarde euro fiind al doilea jucător pe piața românească de retail după Metro România.
Rewe a vândut cele 86 de supermarketuri Billa din România către Carrefour. 
Rewe a vândut în 2011 compania Selgros ce operează magazine cash & carry în Germania, România, Polonia și Rusia către TransGourmet deținută retailerul elvețian Coop.